# 50 Special
50 Special è un singolo del gruppo musicale italiano Lùnapop, pubblicato il 27 maggio 1999 come primo estratto dall'unico album in studio del gruppo ...Squérez?.

## Descrizione
Il testo e la musica della canzone sono stati scritti dal frontman del gruppo Cesare Cremonini, il quale ha raccontato di aver scritto la canzone poco prima dell'esame di maturità, ispirato dal libro Jack Frusciante è uscito dal gruppo di Enrico Brizzi.

## Successo commerciale
Il singolo è entrato nella classifica dell'airplay radiofonico rilevato dal Music Control al 346º posto. Dopo neppure un mese arriva alla posizione #35, per poi ad agosto entrare in top ten. 
Nei negozi 50 Special va ancora meglio: a settembre entra in classifica nella Top 5, per poi arrivare alla vetta della classifica e rimanerci per 5 settimane consecutive, fino a metà novembre. Il singolo alla fine vende oltre 100 000 copie diventando disco di platino.
In occasione dei 20 anni di carriera di Cesare Cremonini e a distanza di 20 anni dalla sua uscita, il 27 maggio 2019, è stata distribuita la versione rimasterizzata del brano.
Nel 2020 partecipa al concorso radiofonico I Love My Radio, a cui hanno preso parte in totale 45 canzoni. Il ritornello e la melodia della canzone vengono campionati per la promozione del singolo 90 Special di Drillionaire, Sfera Ebbasta e Shiva del 2023.

## Video musicali
Esistono due videoclip del brano: il primo è stato girato a basso costo nel 1999, mentre il secondo, più elaborato, è stato pubblicato nell'estate del 2000 sulla scia del successo ottenuto da ...Squérez?.

## Tracce
Prima versione
1. 50 Special – 3:28

Seconda versione
1. 50 Special – 3:28
2. 50 Special – 3:21 – Mid tempo
3. 50 Special – 3:31 – Club radio edit
4. 50 Special – 5:06 – Extended club mix

50 Special Piaggio d'aprile - Piaggio
(Pubblicato: 31 marzo 2000)
1. 50 Special – 3:28
2. 50 Special – 3:05 – Unplugged

50 special kit 50 special-Piaggio
(Pubblicato: 26 maggio 2000)
1. 50 Special – 3:28
2. 50 Special – 3:05 – Unplugged
3. 50 Special – 3:30 – Strumentale
4. 50 Special – Videoclip - traccia rom

50 Special (20th Anniversary Edition)
(Pubblicato: 27 maggio 2019)
1. 50 Special (Remastered 2019) – 3:27
2. 50 Special (Instrumental – Remastered 2019) – 3:28
3. Vespa Special (Spanish Version – Remastered 2019) – 3:28
4. 50 Special (English Version – Remastered 2019) – 3:27

## Versione spagnola
50 Special è uscita anche in Spagna il 26 maggio 2000 con il titolo Vespa Especial.

### Tracce
1. Vespa Especial – 3:26
2. 50 Special – 3:26
3. 50 Special – 3:30 – Unplugged
4. 50 Special – 3:26 – Instrumental

## Versione inglese
Una versione in lingua inglese di 50 Special è presente nel singolo Algo grande.

## Classifiche

### Classifiche settimanali
| Classifica (1999) | Posizione massima |
| ----------------- | ----------------- |
| Italia            | 1                 |

### Classifiche di fine anno
| Classifica (1999) | Posizione |
| ----------------- | --------- |
| Italia            | 5         |

## Cover
Nel 2022 la cantante e showgirl italiana Pamela Petrarolo incide una cover di questo brano e la pubblica come singolo.